# ジェイミー・クロス誘拐事件
ジェイミー・クロス誘拐事件（―ゆうかいじけん）は、2018年10月にアメリカ合衆国・ウィスコンシン州バロン郡で発生した、少女ジェイミー・クロスの誘拐事件。
自宅の浴室から誘拐監禁された少女は88日後に生還したが、両親が殺害された。

## 事件の発生
2018年10月15日の深夜、犯人の男である当時21歳のジェイク・トーマス・パターソンが民家に押し入り、父親のジェームズ・クロスと母親のデニース・クロスをショットガンで射殺し、一人娘で当時13歳だったジェイミー・クロスを浴室から誘拐した。射殺される前のデニース・クロスから通報を受けていた警察は郊外の家にもかかわらず約4分間という短時間で駆け付けたが、ジェイミーを拉致したパターソンの車とニアミス。結果、現場に到着したもののジェイミーを発見することが出来なかった。
その後、全米から2000人のボランティアが集まる大規模な捜索が行われジェイミーに似た少女の目撃情報などはあったものの、懸命な捜査にもかかわらずジェイミーを発見することは出来ず。遺体すら発見されないことからジェイミーが監禁されている可能性があると推理した警察は犯人が監禁されているジェイミーの着替えの衣服を求めて現場に戻ってくる可能性も考えてジェイミー宅に網を張ったが、捕まったのはジェイミーの下着を求めてやって来た下着泥棒であった。
また少女を誘拐する為だけに自宅に押し入り両親をショットガンで射殺するというフィクションのような他に類を見ない凶悪な犯行にインターネット上では事件当初、ジェイミーが出会い系サイトでパターソンに両親の殺害を依頼したのでは無いかという憶測の誹謗中傷までが流された。

## 監禁生活
ジェイミーはパターソンの別荘に連れ去られ寝室に監禁された。監禁中は食事も満足に与えられず、パターソンは外出する際は寝室のラジオから音楽を大音量でかけジェイミーをベッドの下に入れ下の扉に荷物の重りを置いて閉じ込めるようにしていた。この状態ではトイレに行く事も出来ない為パターソンはジェイミーに女性用の紙おむつを装着しジェイミーはおむつに排尿、排便していた。ただパターソンは常にベッド下に閉じ込めていたわけでは無く、ジェイミーの気を引く為に二人でテレビを見たり料理やボードゲームをして遊ぶ事もあったと後に裁判で証言している。

## 事件の解決
年が明けて2019年1月10日。ジェイミーはパターソンがいつものように自分をベッド下に閉じ込めラジオをかけていた為、パターソンの外出を確信した。全裸のジェイミーは寝室にあったパターソンのシャツとレギンス、スニーカーを履くと意を決してベッド下から脱出。犬の散歩中の別荘の隣人女性に助けを求め生還した。警察は保護されたジェイミーの証言からその日の内に別荘の持ち主であるパターソンを逮捕した。誘拐から88日後の生還でジェイミーは病院に搬送された後に入院し食事を満足に与えられていなかった事から痩せ衰え殴られるなどした怪我もしていたが、その後回復し退院。愛する叔母らと再会を果たした。パターソンの誘拐目的は通学途中のジェイミーが自分に会釈したことに対し自分に好意を持っていると勘違いしての犯行だったとされている。
パターソンは2019年に強盗と2件の殺人と誘拐による第一級殺人で終身刑が言い渡されたが、パターソン自身の性的不全により強制猥褻や強制性交の罪に問われる事は無かった。、パターソンは現在ウィスコンシン州の刑務所に収監中であり、逮捕当時は反省の態度を見せていたが、同年8月に起きた刑務所内の暴動に参加するなど更生は見られなかった。

## 事件後のジェイミー
両親を殺害され、悲劇のあった自宅も解体されて失ったジェイミーは事件後叔母の元に引き取られ、現在は学校に通えるほどまでに回復。絶望に負けなかったジェイミーの行動は、全米から称賛されバロンから表彰された。

## メディア
衝撃的な本事件は日本では2020年の『目撃!超逆転スクープ5』で日本で初めて再現ドラマ化されている。誘拐事件の再現ドラマで被害者役を多く演じているアリス・フレミングがジェイミーを演じた。